# Őr, Szabolcs-Szatmár-Bereg
Őr  este un sat în districtul Mátészalka, județul Szabolcs-Szatmár-Bereg, Ungaria, având o populație de 1.478 de locuitori (2011). 

## Demografie
Componența etnică a satului Őr
     Maghiari (92,27%)
     Romi (6,79%)
     Necunoscut (0,47%)
     Români (0,47%)
     Alții (0,47%)
Componența confesională a satului Őr
     Reformați (72,73%)
     Romano-catolici (7,37%)
     Greco-catolici (5,48%)
     Necunoscută (13,13%)
     Alte religii (2,84%)
Conform recensământului din 2011, satul Őr avea 1.478 de locuitori. Din punct de vedere etnic, majoritatea locuitorilor (92,27%) erau maghiari, cu o minoritate de romi (6,79%). Apartenența etnică nu este cunoscută în cazul a 0,47% din locuitori.  Din punct de vedere confesional, majoritatea locuitorilor (72,73%) erau reformați, existând și minorități de romano-catolici (7,37%) și greco-catolici (5,48%). Pentru 13,13% din locuitori nu este cunoscută apartenența confesională.